# Lois Otte
Lois Otte (* 16. Oktober 1986) ist eine ehemalige belgische Fußballschiedsrichterin.
Von 2014 bis 2021 stand Otte auf der Liste der FIFA-Schiedsrichter und leitete internationale Fußballpartien, unter anderem in der UEFA Women’s Champions League.
Bei der U-19-Europameisterschaft 2016 in der Belgien leitete Otte insgesamt drei Spiele, darunter zwei Gruppenspiele und ein Halbfinale.
Zudem war Otte als Schiedsrichterin unter anderem in der EM-Qualifikation, in der europäischen WM-Qualifikation, beim Istrien-Cup 2016 sowie bei diversen Qualifikations- und Freundschaftsspielen im Einsatz.